# Velika gibraltarska pješčana dina
Velika gibraltarska pješčana dina je drevna pješčana dina u britanskom prekomorskom teritoriju Gibraltar. Dio je prirodnog rezervata Upper Rock i dominira istočnim liticama Gibraltarske stijene. Nekada se koristio za prikupljanje kišnice koja se nalazila u podzemnim spremnicima unutar Stijene kako bi se zadovoljile potrebe stanovništva za pitkom vodom.

## Geologija
Prapovijesna dina je napravljena od žutog pijeska nošenog vjetrom bez crvene komponente pijeska na zapadnoj strani Stijene. Napravljen je od istog pijeska koji je nekoć činio dio goleme savane kasnog pleistocena u kojoj su neandertalci lovili. Levantni vjetrovi prapovijesti neprekidno su otpuhivali pijesak iz ove savane prema zapadu, nakupljajući se uz istočne litice Stijene, dosežući od podnožja litice sve do razine mora (u to vrijeme nije bilo ceste na mjestu gdje je danas Sir Herbert Miles Road). Povremeni odroni stijena s provalije iznad dodali su gromade dini tako da je danas vidljiva formacija konsolidirana kombinacija stijena i pijeska nošenog vjetrom. Gornje granice dine uklonio je britanski garnizon iz dva razloga - kako bi se spriječilo vojnike da napuštaju mjesto na kojem su raspoređeni i kako bi se spriječili iznenadni napadi španjolskih trupa. Velika pješčana dina neprestano se pomicala sve do kasnog 19. stoljeća kada su ploče od valovitog željeza položene preko dine za prikupljanje kišnice. John White opisao je ovo i napore da se učini nedostupnim:
"Istočna strana brda sastoji se od goleme kose obale bjelkastog pijeska ispresijecane ogromnim fragmentima stijena, koja seže od mora gotovo do vrha stijene u nekim dijelovima nedaleko od Signal Housea i Srednjeg brda Stražari su prije bili dostupni, zbog čega je bilo potrebno držati stalne straže, kao i spriječiti dezerterstvo izvana. ipak je potrebno paziti na njih, jer uvijek postoje neki izdržljivi avanturisti koji će bezobzirno riskirati svoje živote niz ove opasne litice, bilo u pokušaju dezertiranja ili u potrazi za cvijećem."

## Kaptaže vode
Gibraltar ima malo prirodnih izvora slatke vode što je kroz povijest bio problem za njegovo stanovništvo. Godine 1898. započela je izgradnja vodovoda s izgradnjom četiri rezervoara zapremine od po 23 milijuna litara usječenih unutar zapadne strane Stijene na nadmorskoj visini od oko 100 metra iznad razine mora, svaki dugačak po 61 metar i visok po 15.24 m, s prosječnom širinom od 6.1 m, s ukupnim kapacitetom od m2. Službeno ih je otvorio guverner Gibraltara Sir George White 1901. godine. Ovi su rezervoari u početku bili napajani iz relativno malih slivnih područja na zapadnoj strani Stijene iznad Maurskog dvorca.

## Druge namjene
Velika dina služila je za održavanje redovite opskrbe pijeskom na istočnim plažama Gibraltara, posebno u Sandy Bayu, posebno kada je more uklonilo materijal s plaže. Ova dinamična priroda značila je da malo vegetacije značajne visine može rasti na dini s bilo kakvom postojanošću, kao što pokazuju mnoge fotografije prije sliva.
Godine 2001. Gibraltarsko ornitološko i prirodoslovno društvo počelo je upravljati postupnim radom na demontaži konstrukcije sliva. Do 2006. padina je u potpunosti vraćena u svoje prirodno stanje i sada je potpuno prekrivena vegetacijom autohtonom iz staništa Gibraltara.